# Baruch Givoni
 (août 2023).
La mise en forme du texte ne suit pas les recommandations de Wikipédia : il faut le « wikifier ».
Les points d'amélioration suivants sont les cas les plus fréquents. Le détail des points à revoir est peut-être précisé sur la page de discussion.
- Les titres sont pré-formatés par le logiciel. Ils ne sont ni en capitales, ni en gras.
- Le texte ne doit pas être écrit en capitales (les noms de famille non plus), ni en gras, ni en italique, ni en « petit »…
- Le gras n'est utilisé que pour surligner le titre de l'article dans l'introduction, une seule fois.
- L'italique est rarement utilisé : mots en langue étrangère, titres d'œuvres, noms de bateaux, etc.
- Les citations ne sont pas en italique mais en corps de texte normal. Elles sont entourées par des guillemets français : « et ».
- Les listes à puces sont à éviter, des paragraphes rédigés étant largement préférés. Les tableaux sont à réserver à la présentation de données structurées (résultats, etc.).
- Les appels de note de bas de page (petits chiffres en exposant, introduits par l'outil «  Source ») sont à placer entre la fin de phrase et le point final[comme ça].
- Les liens internes (vers d'autres articles de Wikipédia) sont à choisir avec parcimonie. Créez des liens vers des articles approfondissant le sujet. Les termes génériques sans rapport avec le sujet sont à éviter, ainsi que les répétitions de liens vers un même terme.
- Les liens externes sont à placer uniquement dans une section « Liens externes », à la fin de l'article. Ces liens sont à choisir avec parcimonie suivant les règles définies. Si un lien sert de source à l'article, son insertion dans le texte est à faire par les notes de bas de page.
- La présentation des références doit suivre les conventions bibliographiques. Il est recommandé d'utiliser les modèles {{Ouvrage}}, {{Chapitre}}, {{Article}}, {{Lien web}} et/ou {{Bibliographie}}. Le mode d'édition visuel peut mettre en forme automatiquement les références.
- Insérer une infobox (cadre d'informations à droite) n'est pas obligatoire pour parachever la mise en page.

Pour une aide détaillée, merci de consulter Aide:Wikification.
Si vous pensez que ces points ont été résolus, vous pouvez retirer ce bandeau et améliorer la mise en forme d'un autre article.
 (août 2023).
- Si vous ne connaissez pas le sujet, laissez ce bandeau (vous pouvez alors contacter les auteurs).
- Si vous supprimez le contenu mis en cause (vous pouvez préalablement contacter les auteurs),

argumentez précisément cette suppression dans la page de discussion
(un manque de référence n'est pas un argument ; une recherche réelle de référence doit avoir été effectuée, être formellement documentée).
 (juin 2023).
Baruch Givoni est un médecin et architecte israélien, spécialiste de l'architecture bioclimatique.
Il travaille sur les problématiques d'énergie dans les bâtiments, le climat urbain et l'énergie solaire. Il invente le "Diagramme de Givoni" qui permet la prise en compte du bioclimatisme dans les bâtiments. Cet outil a inspiré de nombreux architectes et ingénieurs à l'international. 

## Biographie
Né le 10 janvier 1920 en Israël et décédé en 2019[réf. souhaitée], Baruch Givoni est architecte, diplômé de la Faculté d'Architecture du Technion (Institut Technologique de l'Israël) d'Haïfa en 1953. Il obtient également un Magistère D'Hygiène au sein de l’École Supérieure de Santé Publique de l'Université de Pittsburgh en 1959 et un doctorat en Santé Publique obtenu à la Faculté de Médecine de l'Université de Jérusalem en 1963[réf. souhaitée]. 
Il travaille comme professeur et chercheur dans le cadre de la Building Research Station (1970-1977) et en tant qu'enseignant en Architecture et Création Urbaine (1973-1977) au Technion. Il est aussi professeur dans le Département d'Architecture et de Création Urbaine de l'Université de Californie à Los Angeles aux États-Unis (1977-1997) et à l'Université Ben-Gourion du Néguev (1977-1984). Il est professeur invité dans de nombreuses universités aux États-Unis, en Amérique du Sud, en Australie et en Europe[réf. souhaitée].
Il est cofondateur de l'association "Passive and Low Energy Architecture" (PLEA)[réf. souhaitée].

## L'Homme, Le Climat et L'Architecture(Man, Climate and Architecture)

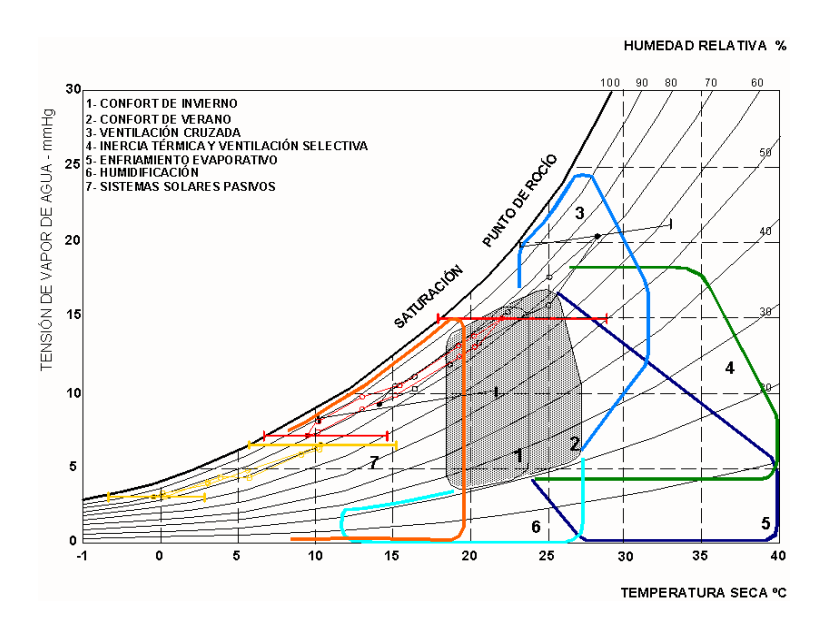
Le diagramme de B. Givoni appliqué aux climats humides de l'Argentine. Ils s'applique ici à des climats très chauds comme très froids (Posadas, Misiones; La Plata, Buenos Aires et Rio Grande, Terre de Feu. Le diagramme permet de mettre en œuvre une conception bioclimatique pour une architecture durable.

Il pose la relation entre le confort humain, le climat et l'architecture, traduisant l'architecture par une façon d'envelopper et de protéger l'homme et ses activités.
Son travail débouche sur un diagramme  diagramme psychrométrique qui fait apparaître des zones de confort hygrothermique hivernales et estivales. 
Il présente également d'autres zones où est il est possible d'obtenir du confort moyennant l'application de stratégies de conception passive (mise en place de brasseurs d'air plafonniers par exemple). En dehors de ces zones, l'usage de systèmes de conditionnement d'air apparaît nécessaire pour le chauffage ou pour la [[réfrigération|réfrigération[réf. souhaitée]]].
Dans le Chapitre 16, il présente ses "diagrammes de Givoni".  Il dépasse les précédents modèles de Carl Mahoney et Victor Olgyay, dans la mesure où il donne des recommandations opérationnelles pour la conception des bâtiments. Son modèle permet, moyennant l'insertion dans le diagramme de valeurs de température et humidité moyennes mensuelles, de définir les caractéristiques bioclimatiques d'un local. Son approche propose des stratégies concrètes de conception pour assurer le confort thermique d'un bâtiment en jouant sur le soleil, le vent, l'écart de températures jour-nuit et l'humidité[réf. souhaitée].
Au début, son travail est principalement centré sur les climats tempérés. C'est pourquoi, afin de contextualiser son diagramme à d'autres environnements, au milieu des années 1970, Givoni visite le Brésil. Il élabore un diagramme adapté aux zones tropicales et subtropicales.[réf. souhaitée]